# Odznaka honorowa „Za zasługi dla statystyki PRL”
Odznaka honorowa „Za zasługi dla statystyki PRL” – polskie odznaczenie resortowe ustanowione 2 lutego 1985 i nadawane przez Prezes Głównego Urzędu Statystycznego, jako zaszczytne honorowe wyróżnienie przyznawane pracownikom jednostek organizacyjnych statystyki państwowej oraz innym osobom za szczególne zasługi w rozwoju statystyki. Odznaka była jednostopniowa i mogła być nadana tylko raz. Zniesiona została 23 lutego 2000. W 2003 zastąpiła ją Odznaka honorowa „Za zasługi dla statystyki RP”.
W czasach II RP za długoletnią pracę dla GUS nadawano Odznakę honorową dla Korespondentów Rolnych GUS w latach 1931–1939, a w PRL za organizowanie sieci korespondentów GUS można było otrzymać Odznakę honorową dla korespondentów GUS w latach 1958–1989.
Odznaka była wykonana z tombaku koloru srebrnego i oksydowana, składała się z dwóch części połączonych ogniwem metalowym. Górna część odznaki (przywieszka) przedstawiała stylizowany laur, gładki na odwrocie. Dolna część odznaki przedstawiała dwa kwadraty nałożone na siebie i tworzące kontur w kształcie ośmiopromiennej gwiazdy, z wkomponowanym w pierwszym kwadracie krążkiem z literami „GUS” na awersie, a na rewersie odznaki w czterech wierszach był umieszczony napis „ZA ZASŁUGI DLA STATYSTYKI PRL”, przy czym wiersze te są wypełnione stylizowanym laurem. Gwiazda ma wymiary 26 × 26 mm, a przywieszka 26 × 11 mm. Na odwrotnej stronie przywieszki było umocowane zapięcie.